# 戴维·科林斯
戴维·科林斯（英語：David Collins，1969年10月12日—），美国男子赛艇运动员。他曾代表美国参加1996年夏季奥林匹克运动会赛艇比赛，获得男子轻量级四人单桨无舵手铜牌。